# Satoshi Kon
Satoshi Kon (em japonês: 今敏; romaniz.: Kon Satoshi; Kushiro, Hokkaido, Japão, 12 de outubro de 1963 – Tóquio, 24 de agosto de 2010) foi um diretor de cinema, animador, roteirista e mangaká japonês e um membro da Associação Japonesa de Criadores de Animação (JAniCA). Ele se graduou em Design Gráfico no departamento da Universidade de Arte Musashino em 1982. Kon é conhecido principalmente por suas animações aclamadas Perfect Blue (1997), Millennium Actress (2001), Tokyo Godfathers (2003), Paranoia Agent (2004) e Paprika (2006).
A maioria de suas obras foi animada pelo estúdio Madhouse, onde era diretor junto de Rintaro e Yoshiaki Kawajiri. Diferente dos outros diretores, apenas dirigia filmes de sua autoria. Seus filmes se destacam pela complexidade psicológica, personagens e planos de fundo realísticos, e distorções entre sonho e realidade.
Ele faleceu de câncer no pâncreas em 24 de agosto de 2010, aos 46 anos.

## Biografia

### Começo da vida
Satoshi Kon nasceu em 12 de outubro de 1963, em Kushiro, Hokkaido. Por causa da transferência do trabalho de seu pai, sua educação a partir do quarto ano do ensino básico até o segundo ano do ensino fundamental aconteceu em Sapporo. Kon foi colega e amigo próximo do mangaká Seihō Takizawa. Enquanto frequentava o ensino médio na Hokkaido Kushiro Koryo High School, Kon aspirava se tornar um animador. Kon entrou na graduação em Design Gráfico na Universidade de Arte Musashino, em 1982.

### Começo da carreira
Enquanto estava na faculdade, Kon estreou como mangaká com o mangá curto Toriko (1984) e foi vice-campeão no 10° Prêmio Anual Tetsuya Chiba, realizado pela Young Magazine, da revista Kodansha. Depois disso, ele encontrou trabalho como assistente de Katsuhiro Otomo. Depois da sua formatura em 1987, Kon foi autor de um mangá de volume único, Kaikisen (1990) e escreveu o roteiro do filme live-action de Otomo, World Apartment Horror.
Em 1991, Kon trabalhou com anime pela primeira vez como animador, e também com o cenografista do filme Roujin Z, escrito por Otomo.
Em 1992, ele começou a trabalhar como roteirista, cenografista layouts e cenários em Magnetic Rose, dirigido por Koji Morimoto, um dos três curtas de Memories (1995), de Katsuhiro Otomo. Essa foi a primeira vez que ele adotou a "fusão entre fantasia e realidade" como tema do seu trabalho.
Kon trabalhou como um dos cinco artistas de layout em Patlabor 2: The Movie, de Mamoru Oshii, em 1993, junto de outros filmes animados. Ele foi animador principal no episódio 2 do OVA da série animada de JoJo's Bizarre Adventure (1993–1994), além de roteirista e artista de esboço sequencial (storyboard) no episódio 5.
A partir disso, Kon trabalhou com Mamoru Oshii no mangá Seraphim: Wings of 266,613,336, escrito por Oshii e desenhado por Kon. O mangá foi serializado na revista mensal Animage, a partir de 1994. No entanto, enquanto a série progredia, as opiniões de Kon e Oshii começaram a se dividir, e a série entrou em hiato e terminou sem conclusão.:17 Depois desse trabalho, Kon terminou sua carreira como mangaká e se dedicou a criar animes.

### Direção
Em 1997, Kon começou a trabalhar na sua estreia como diretor em Perfect Blue (baseado no romance de Yoshikazu Takeuchi de mesmo nome). Foi o primeiro filme de Kon produzido pela Madhouse, e o produtor Masao Maruyama o convidou porque ficou impressionado com o trabalho de Kon em JoJo's Bizarre Adventure. Uma história de suspense focada em um ídolo do pop, Kon ficou inicialmente insatisfeito com o primeiro roteiro baseado na obra original e pediu para fazer alterações. Com a permissão do autor Yoshikazu Takeuchi, Kon foi permitido a fazer qualquer alteração, com exceção a manter os três elementos do romance ("idol," "terror" e "stalker"). O roteiro foi escrito por Sadayuki Murai, que trabalhou com a ideia de um limite borrado entre o mundo real e a imaginação.
Depois de Perfect Blue, Kon pensou adaptar o romance de 1993 de Yasutaka Tsutsui, Paprika no seu próximo filme. No entanto, esses planos foramv paralisados quando a empresa de distribuição de  Perfect Blue (Rex Entertainment) faliu. Coincidentemente, seu próximo trabalho também contaria com um estúdio de cinema falindo.
Em 2002, o seu segundo filme, Millennium Actress, for lançado ao público. A distribuidora norte-americana foi a afiliada à DreamWorks, Go Fish Pictures. O filme conta a história de uma atriz aposentada que misteriosamente se afastou dos olhos do público no auge de sua carreira. Tendo o mesmo orçamento de Perfect Blue (aproximadamente 120 milhões de ienes), Millennium Actress ganhou maior sucesso crítico e financeiro do seu predecessor e diversos prêmios. O roteiro foi escrito por Sadayuki Murai, que usou uma conexão entre ilusão e realidade para criar um "filme como Trompe-l'œil". Millennium Actress foi o primeiro filme de Satoshi Kon a incluir Susumu Hirasawa como compositor, de quem Kon era fã há muito tempo.
Em 2003, o terceiro trabalho de Kon, Tokyo Godfathers, foi anunciado. A distribuidora do lançamento norte-americano foi a afiliada à Sony Pictures, Destination Films. O filme conta a história de um trio de moradores de rua em Tóquio que acham um bebê na véspera de Natal e começam a procurar por seus pais. Tokyo Godfathers custou mais que seus filmes anteriores (com um orçamento de 300 milhões de ienes), com as temáticas de morar na rua e do abandono, com um um toque de comédia. The screenplay was written by Keiko Nobumoto. Esse trabalho marcou a transição entre a animação de celuloide para a animação digital.
In 2004, Kon released the 13-episode television series Paranoia Agent, in which Kon revisits the theme of the blending of imagination and reality, as well as working in additional social themes. The series was created from an abundance of unused ideas for stories and arrangements that Kon felt were good but did not fit into any of his projects.
Em 2006, Paprika foi anunciado, dos de planejado e materializado por diversos anos. A história é ficada numa nova forma de psicoterapia que utiliza a análise de sonhos para tratar pacientes de saúde mental. O filme foi um sucesso e ganhou muitos prêmios. Kon resumiu o filme como (em japonês: 基本的なストーリー以外は全て変えた; romaniz.: Kihonteki na story igai wa subete kaeta); "aproximadamente tudo foi mudado, exceto a base da história". Assim como os trabalhos anteriores de Kon, o filme foca na relação entre sonho e realidade.
Ele participou do programa de TV Ani*Kuri15, transmitido pela NHK em 2007. Seu curta Ohayō foi ao ar junto de outros trabalhos de Mamoru Oshii, Makoto Shinkai e outros. Nesse mesmo ano, Kon ajudou a estabelecer e participar como membro da Associação Japonesa de Criadores de Animação (JAniCA).

### Deterioração na saúde e morte
Depois de Ohayō, Kon começou a trabalhar no seu próximo filme, Dreaming Machine. Em maio de 2010, Kon foi diagnosticado com câncer pancreático terminal. Tendo sido dado um ano e meio para viver, Kon decide passar seu tempo em casa. Pouco tempo antes de sua morte, Kon escreveu uma mensagem final, que foi postada no seu blog por sua família após sua morte. Enquanto Kon explicava na mensagem, ele escolheu não tornar público o avanço rápido da sua doença, parte por vergonha do quão em parte por vergonha de quão drasticamente magro e devastado seu corpo estava. O resultado foi que o anúncio da sua morte foi visto com choque e surpresa, particularmente porque Kon não mostrava nenhum sinal de doença em eventos relativamente recentes, enquanto o câncer progredia a um estado terminal em questão de meses depois de ser diagnosticado. Kon died on August 24, 2010, at the age of 46. Depois da sua morte, Kon foi mencionado entre o Fond Farewells nas pessoas do ano de 2010 da Time. Darren Aronofsky escreveu uma eulogia para ele, que foi impressa no Satoshi Kon's Animation Works (今敏アニメ全仕事), um livro de retrospectiva da sua carreira na animação.

### Dreaming Machine
Em novembro de 2010, a Madhouse, o estúdio de animação que havia produzido os trabalhos de Kon, oficialmente anunciou que eles continuariam produzindo o incompleto "Yumemiru Kikai", e que a o diretor de animação Yoshimi Itazu atuaria como diretor. De acordo com Takeshi Honda, animador e colaborador frequente de Kon, Kon desapareceu no meio da produção do filme. Ele não informou a maior parte da equipe do filme sobre seu câncer, incluindo o produtor Masao Maruyama. Maruyama lembra de ter gravado o roteiro do filme no leito de morte e prometeu terminar o projeto. No entanto, ele foi interrompido em 2011 por razões financeiras. Em 2013, a conclusão de Dreaming Machine se mantinha incerta por dificuldades financeiras, com só 600 de 1.500 quadros animados.
En julho de 2015, Maruyama anunciou que Dreaming Machine continuava em produção, mas eles procuravam um diretor que combinasse com as habilidades de Kon e visão similar.
Em agosto de 2016, o produtor da Mappa Masao Maruyama disse em uma entrevista: "Por 4~5 anos, eu me mantive procurando por um diretor para concluir o trabalho de Kon. Antes de sua morte, o esboço e roteiro, até parte de seu filme even part of the quadro-chave já havia sido concluído. Então eu pensei, mesmo se alguém conseguir imitar o trabalho de Kon, seria claro que seria só uma imitação. Por exemplo, se Mamoru Hosoda tomasse a posição de diretor, Dreaming Machine concluído ainda seria um bom trabalho. Ainda assim, isso o tornaria o filme de Hosoda, não de de Kon. Dreaming Machine deveria ser um filme de Kon, dele e só dele, não de outra pessoa. Isso significa que nós não podemos ou devemos nos comprometer apenas para terminar. Eu passei anos para finalmente alcançar essa conclusão difícil. Ao contrário, nós deveríamos pegar o conceito original de Kon e deixar alguém tornar um filme longa-metragem. Fazendo isso, a peça completa poderia 100% ser o trabalho dessa pessoa, e eu estaria ok com isso. Eu também considerei fazer um documentário de Kon."
Mesmo assim, Maruyama não desistiu completamente da produção. Ele diz, "se um diretor talentoso internacional estiver disposto a pegar esse projeto, não seria uma possibilidade descartada," sugerindo que o projeto não estaria totalmente sem chance de recomeçar.

## Influences
Kon declarou em 2007 que a música de Susumu Hirasawa foi a maior influência no seu estilo de se expressar. Kon disse que ele aprendeu muito com a atitude de Hirasawa sobre música e produção, e que as histórias e conceitos que ele criava deviam muito ao artista. A ideia de Kon sobre a ideia de controle fractal do cinema vem de Hirasawa, que aplicava programas de geração de fractal na produção musical. As letras de Hirasawa despertaram o interesse de Kon em psicologia analítica junguiana e os escritos de Hayao Kawai, maior expert em psicologia junguiana, que decifrou mitos da antiguidade e contos populares, influenciaram grandemente sua narrativa e direção. Todas as obras de Kon, de  Perfect Blue até a incompleta Dreaming Machine, são inspiradas nas letras e músicas de Hirasawa. "Rotation (LOTUS-2)", de Susumu Hirasawa, música tema de Millennium Actress, foi tocada no funeral de Kon.
Kon dizia que ele era influenciado por tudo que ele foi exposto na sua vida, incluindo escritos, pinturas, músicas, filmes, mangás, animes, televisão e teatro. Ele aprendeu muito com Osamu Tezuka and Katsuhiro Otomo em mangá, Hayao Miyazaki em animação, Akira Kurosawa e muitos outros diretores japoneses e internacionais no cinema.
Ele era familiarizado com os mangás de Tezuka e animações como Astro Boy, The Jungle Emperor and Princess Knight na sua infância.
Ele foi um ávido telespectador de anime, como Space Battleship Yamato (1974), Heidi, Girl of the Alps (1974), Future Boy Conan (1978), Galaxy Express 999 (1978) e Mobile Suit Gundam (1979) durante seu ensino básico e médio, que fãs de anime japoneses eram loucos na época.
Otomo teve uma influência forte nele, e seus trabalhos preferidos dele eram Domu: A Child's Dream e Akira, especialmente Domu, que ele gostava tanto que ele disse que se ele pudesse fazer um filme de um único mangá que ele já tivesse lido, seria esse. Ele também foi influenciado pelo movimento New Wave no Japão no mangá, iniciado por Otomo e outros, e decidiu não apenas ler, mas também desenhar mangás na sua época de de ensino médio. Ele foi esclarecido pela forma do New Wave de retratar avassaladoramente uma história na qual nada em particular acontece, ficando em um personagem que jamais seria o protagonista da história. Kon também disse que seu estilo de desenhar também foi influenciado por Otomo, como ele costumava trabalhar como assistente de Otomo enquant era um mangaká. Depois de entrar na indústria de animação, ele foi grandemente influenciado por animadores como Hiroyuki Okiura, Toshiyuki Inoue, Takeshi Honda, Masashi Ando e o cenógrafo Takashi Watabe.
Ele assistia apenas filmes live-action desde que começou a faculdade. Ele assistiu a maior parte dos filme em vídeo, e manteve uma rotina de desenhar mangá baseados em cenários, formatos e direção das cenas. 90% dos filmes que ele assistia foram feitos nos Estados Unidos, e ele disse que aprendeu muito sobre seu próprio estilo de expressão visual dos filmes de Hollywood. No entanto, ele não foi influenciado por nenhum filme ou diretor, mas por tudo que ele havia assistido. Millennium Actress, por exemplo, tem cenas com imagens emprestadas de Throne of Blood, de Kurosawa, os filmes de  Yasujiro Ozu, o herói do filme de chambara, Kurama Tengu, ou a grande estrela japonesa Godzilla. O filme que influenciou diretamente Millennium Actress é Slaughterhouse-Five (1972), de George Roy Hill. Quando ele estava na faculdade, não havia apenas um filme que tinha o influenciado mais, mas a obra completa de Terry Gilliam, incluindo Time Bandits (1981), Brazil (1985) and The Adventures of Baron Munchausen (1989). Ainda assim, o diretor que ele mais havia assistido e lido foi Akira Kurosawa.
Quanto à romances, os trabalhos de Ryotaro Shiba, o romancista histórico japonês, teve um grande impacto em Kon em termos da sua relação com o Japão. Ele foi também muito inspirado por Haruki Murakami, com seus trabalhos traduzidos em diversas línguas estrangeiras. Ele assistiu à Blade Runner (1982) antes de ler o romance e não leu todos os seus livros, mas Philip K. Dick foi um dos autores que ele queria ler e se tornou muito interessado nas imagens de pesadelos sob sua influência. ele era fã há bastante tempo de Yasutaka Tsutsui since antes de dirigir Paprika, e foi especialmente influenciado ao ler as obras de Tsutsui intensivamente quando tinha cerca de 20 anos. Foi uma influência tão fundamental que até ele não sabia como ou onde a obra de Tsutsui havia o influenciado. De acordo com Kon, o apelo de Yasutaka Tsutsui era um "desvio do senso comum". O que ele aprendeu com Tsutsui foi "duvide da estrutura do senso comum".

## Legado
Kon teve uma grande influência em diretores pelo mundo mesmo depois de sua morte, e artistas e obras foram influenciados por suas expressões visuais realistas e edição vívida. A influência de Kon em diretores estrangeiros foi mais proeminente que no Japão, com diretores como Darren Aronofsky e Guillermo del Toro expressando seu apoio.
O diretor norte-americano American filmmaker Aronofsky é um dos diretores fortemente influenciados por Kon, especialmente Perfect Blue. Em uma entrevista com Kon em 2001, ele disse qualquer cena em Requiem for a Dream que parecia ser influenciada por Perfect Blue é uma homenagem à ele, ele ele ainda queria fazer uma versão em live-action de Perfect Blue. Seu filme de 2010, Black Swan foi também apontado por diversas críticas por suas similaridades a Perfect Blue, mas Aronofsky negou qualquer influência direta.
Christopher Nolan's 2010 film Inception was also noted by several critics and scholars to have many similarities with Kon's Paprika (2006), including plot similarities, and similar scenes and characters.

## Filmografia

### Direção e roteiro
- Perfect Blue (パーフェクト・ブルー, Pāfekuto Burū) (1997)
- Millennium Actress (千年女優, Sennen Joyu) (2001)
- Tokyo Godfathers (東京ゴッドファーザーズ, Tōkyō Goddofāzāzu) (2003)
- Paprika (パプリカ, Papurika) (2006) baseado no livro de Yasutaka Tsutsu

### Outras funções
- Roujin Z (Layout) (1991)
- Patlabor 2 (Design de cena) (1992)
- Memories, segmento Magnetic Rose (Roteiro, design de fundo e layout) (1995)

## Séries televisivas
- Paranoia Agent (妄想代理人, Mousou Dairinin) (13 episodios, 2004)

## OVA
- JoJo's Bizarre Adventure Episódio 5 (1993) (Designer de cena)
- JoJo's Bizarre Adventure Episódio 12 (1993) (Diretor)

## Manga
- The Tropics (海帰線, Kaikisen) (1990)
- Seraphim - 266613336 Wings (1995) (junto de Mamoru Oshii)
- Opus (1995)